# さよならミュージック
『さよならミュージック』は、the ARROWSの8枚目のシングルである。

## 概要
- 前作から5ヶ月でのシングルとなる。

## 収録曲
1. さよならミュージック
作詞/作曲：坂井竜二 編曲：根岸孝旨、the ARROWS
  - テレビ東京系『スキバラ』2007年12月度エンディングテーマ
2. THIS AND THAT(with CLOUDBERRY JAM)
作詞：JORGEN WARNSTRON、坂井竜二 作曲：JORGEN WARNSTRON 編曲：the ARROWS
3. さよならミュージック(Latin Quarter Sunny Side Mix)
作詞/作曲：坂井竜二 編曲：Latin Quarter

## 収録アルバム
- GUIDANCE FOR LOVERS（2007年12月5日）